# Барон Синха
Барон Синха из Райпура в Бенгальском президентстве — наследственный титул в системе Пэрства Соединённого королевства. Он был создан 14 февраля 1919 года для сэра Сатьендры Прассаны Синхи (1863—1928), который был первым и единственным индийцем, кода-либо был возведенным в звание пэра. В разное время Сатьендра занимал посты президента Индийского национального конгресса (1915—1916), заместителя министра по делам Индии (1919—1920) и губернатора Бихара и Ориссы (1920—1921).
В 1928 году после смерти 1-го лорда Синхи возник спор по поводу преемственности. Баронский титул должен был унаследовать его старший сын, Арун Кумар Синха (1887—1967), но он был рожден в то время, когда в Индии не было никакой системы регистрации браков и рождения, и не смог доказать в Палате лордов свои притязания на титул.
В 1936 году Арун Синха представил ходатайство о вызове на суд в Палату лордов Великобритании. Ходатайство было передано на рассмотрение Комитета по привилегиям 27 июня 1938 года, была создана комиссия для получения доказательств в Калькутте о рождении и заключении брака. 25 июля 1939 года Комитет по привилегиям Палаты лордов официально признал Аруна Синху в качестве 2-го барона Синхи из Райпура. Несмотря на первоначальный отказ, в 1955 году ему был выдан британский паспорт, где он был признан британским подданным. После его смерти титул перешел к его старшему сыну, Судхиндре Прассане Синхе, 3-му барону Синхе (1920—1989), который официально на него не претендовал. Ему наследовал его сын, Сусанта Прассана Синха, 4-й барон Синха (1953—1992), продавец чая в Калькутте, который также не претендовал на пэрский титул. 4-й лорд Синха скончался молодым, оставив трёх дочерей. В 1992 году ему наследовал его дядя, Анинда Кумар Синха, 5-й барон Синха (1930—1999), бывший менеджер по продажам и младший брат 2-го барона. Желая сохранить свой новый статус в тайне, новый лорд Синха не зарегистрировал свои претензии в британской администрации. В 1996 году сестра 4-го барона уведомила британскую прессу, что её дядя ещё жив и проживает в Англии. Тогда он был признан в качестве 5-го барона Синхи, но по-прежнему отказывался на претензий на пэрство. В 1999 году после смерти 5-го барона его преемником стал его старший сын, Аруп Кумар Синха, 6-й барон Синха (род. 1966).
Действующий обладатель титула, Аруп Кумар Синха, является гражданином Великобритании и воспитывался в Британии. В 2005 году он работал в качестве тур-агента. Он не входит в список пэров и не может использовать свой титул в официальном качестве, пока не зарегистрируется в гербовом колледже и не предоставит необходимые документы для внесения в пэрский список.

## Бароны Синха (1919)
- 1919—1928: Сатьендра Прасанна Синха, 1-й барон Синха[англ.] (24 марта 1863 — 5 марта 1928), сын заминдара из замка Каястра Ситы Кантхи Синхи[1];
- 1928—1967: Арун Кумар Синха, 2-й барон Синха (22 августа 1887 — 11 мая 1967), старший сын предыдущего[2];
- 1967—1989: Судхиндра Прасанна Синха, 3-й барон Синха (29 октября 1920 — 6 января 1989), старший сын предыдущего[3];
- 1989—1992: Сусанта Прасанна Синха, 4-й барон Синха (1953—1992), сын предыдущего[4];
- 1992—1999: Анинда Кумар Синха, 5-й барон Синха (18 мая 1930 — 18 января 1999), дядя предыдущего[5];
- 1999 — настоящее время: Аруп Кумар Синха, 6-й барон Синха (род. 23 апреля 1966), старший сын предыдущего[6];
  - Наследник титула: достопочтенный Дилип Кумар Синха (род. 1967), младший брат предыдущего[7].